# ویلیام هولابرد
ویلیام هولابرد (به انگلیسی: William Holabird) متولد ۱۸۵۴، نیویورک، معمار قرن نوزده و بیستم آمریکایی بود.
او دانش آموختهٔ آکادمی نظامی وست‌پوینت بود.
او یکی از معماران شیوه معماری شیکاگو بود.